# Palazzo Carafa di Nocera

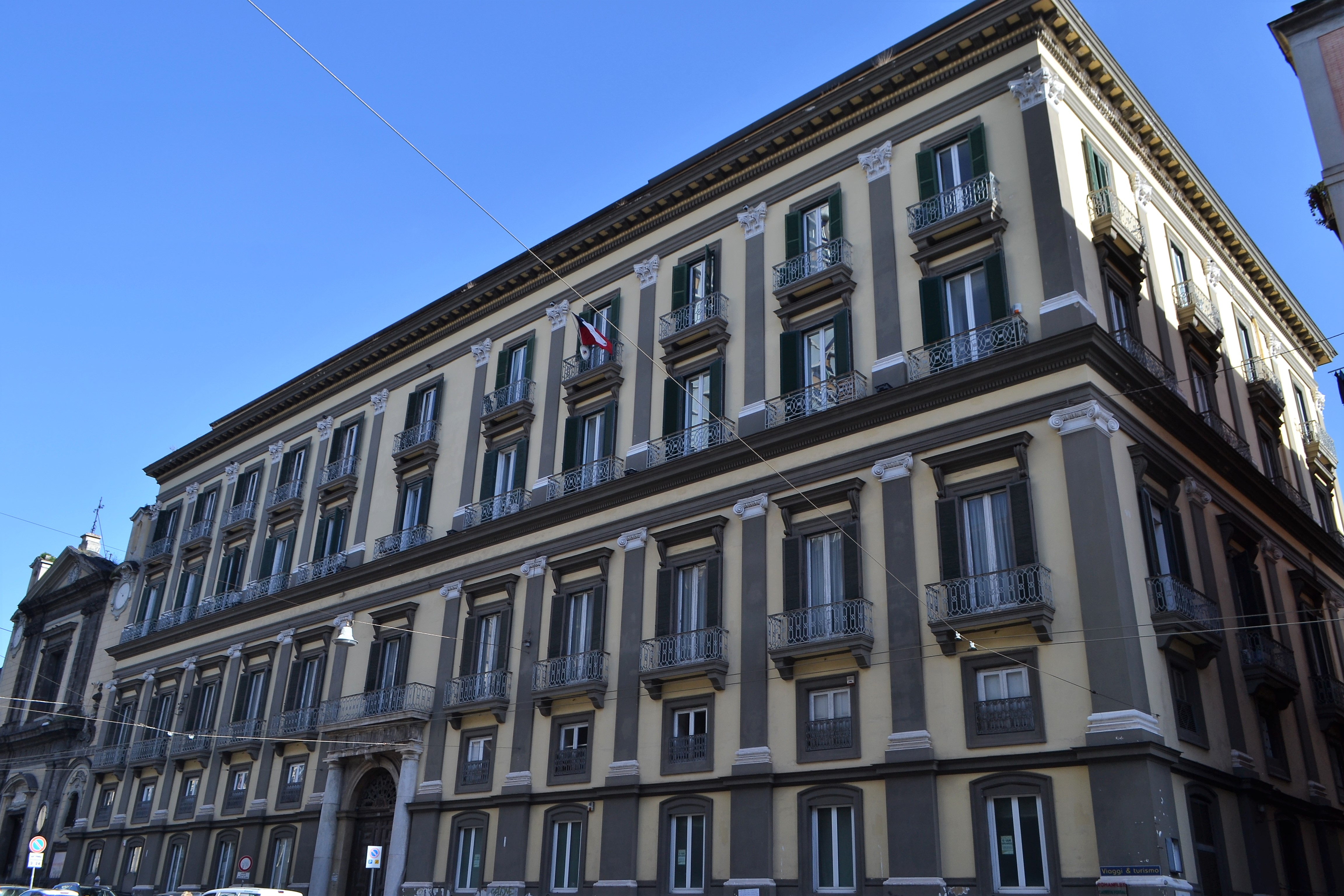
Palazzo Carafa di Nocera in Napels

Het Palazzo Carafa di Nocera (16e eeuw) was een stadspaleis van vooraanstaanden in de Zuid-Italiaanse stad Napels. Het bevindt zich in het stadscentrum, in de wijk San Giuseppe. 

## Namen
- Palazzo Carafa di Nocera: genoemd naar een tak van de familie Carafa die hertog van Nocera waren in het koninkrijk Napels.
- Palazzo Falanga e Montuori: genoemd naar de handelaars Falango en Montuori in het koninkrijk der Beide Siciliën.

## Historiek
Begin 16e eeuw liet Ferdinando II Carafa, hertog van Nocera, een paleis bouwen in renaissancestijl in Napels. De Napolitaanse architect Gabriele d’Agnolo tekende de plannen. Een eeuw later ging het paleis over van de familie Carafa naar de familie Costanzo. Eind 18e eeuw was het paleis verwaarloosd.
Tijdens het Napoleontisch bestuur over het koninkrijk Napels (19e eeuw) was het Palazzo Carafa di Nocera een politiecommissariaat. Later kochten de kooplui Falanga en Montuori het paleis. Zij lieten alle elementen van renaissancestijl wegkappen; het paleis werd gerenoveerd. Het gebouw telt vijf verdiepingen, kreeg nieuwe pilasters en een ontdubbelde eretrap binnenin. Het stadspaleis bleef verder in private eigendom.